# ISO 3166-2:MD
Kódy ISO 3166-2 pro Moldavsko identifikují 32 okresů, 3 města, 1 územní jednotku a 1 autonomní území (stav v roce 2015). První část (MD) je mezinárodní kód pro Moldavsko, druhá část sestává z dvou písmen identifikujících jednotlivá území.

## Seznam kódů
```
MD-AN 
Okres Anenii Noi
 (
Anenii Noi
) 
MD-BS 
Okres Basarabeasca
 (
Basarabeasca
) 
MD-BR 
Okres Briceni
 (
Briceni
) 
MD-CA 
Okres Cahul
 (
Cahul
) 
MD-CT 
Okres Cantemir
 (
Cantemir
) 
MD-CL 
Okres Călărași
 (
Călărași
) 
MD-CS 
Okres Căușeni
 (
Căușeni
) 
MD-CM 
Okres Cimișlia
 (
Cimișlia
) 
MD-CR 
Okres Criuleni
 (
Criuleni
) 
MD-DO 
Okres Dondușeni
 (
Dondușeni
) 
MD-DR 
Okres Drochia
 (
Drochia
) 
MD-DU 
Okres Dubăsari
 (
Dubăsari
) 
MD-ED 
Okres Edineț
 (
Edineț
) 
MD-FA 
Okres Fălești
 (
Fălești
) 
MD-FL 
Okres Florești
 (
Florești
) 
MD-GL 
Okres Glodeni
 (
Glodeni
) 
MD-HI 
Okres Hâncești
 (
Hâncești
) 
MD-IA 
Okres Ialoveni
 (
Ialoveni
) 
MD-LE 
Okres Leova
 (
Leova
) 
MD-NI 
Okres Nisporeni
 (
Nisporeni
) 
MD-OC 
Okres Ocnița
 (
Ocnița
) 
MD-OR 
Okres Orhei
 (
Orhei
) 
MD-RE 
Okres Rezina
 (
Rezina
) 
MD-RI 
Okres Râșcani
 (
Râșcani
) 
MD-SI 
Okres Sângerei
 (
Sângerei
) 
MD-SO 
Okres Soroca
 (
Soroca
) 
MD-ST 
Okres Strășeni
 (
Strășeni
) 
MD-SD 
Okres Șoldănești
 (
Șoldănești
) 
MD-SV 
Okres Ștefan Vodă
 (
Ștefan Vodă
) 
MD-TA 
Okres Taraclia
 (
Taraclia
) 
MD-TE 
Okres Telenești
 (
Telenești
) 
MD-UN 
Okres Ungheni
 (
Ungheni
)
MD-CU město 
Kišiněv
 
MD-BA město 
Bălți
 
MD-BD město 
Tighina

MD-GA autonomní jednotka 
Gagauzsko
 (
Comrat
)
MD-SN autonomní území 
Podněstří
 (
Tiraspol
)
```